# Шандор Іваді
Шандор Іваді (угор. Ivády Sándor, нар. 1 травня 1903, Будапешт, Угорщина — пом. 22 грудня 1998, Відень, Австрія) — угорський ватерполіст, що брав участь у літніх Олімпійських іграх 1928 і 1932 років.
У 1928 році він входив до складу угорської збірної з водного поло, яка завоювала срібну медаль. Він грав у всіх чотирьох матчах. Чотири роки по тому він виграв золоту медаль з командою Угорщини. Він грав всі три матчі.
У 1956 році, після поразки антикомуністичної революції в Угорщині, емігрував в Австрію, де працював тренером з плавання у Відні.